# Râul Iupca, Crainici
Râul Iupca este un curs de apă, afluent al râului Crainici.